# Мукумбаєв Карім Карімович
Карім Карімович Мукумбаєв (1901, село Бекхо, тепер у складі міста Самарканда Самаркандського вілояту, Узбекистан — липень 1975, місто Ташкент, тепер Узбекистан) — радянський діяч, 1-й секретар Наманганського і Бухарського обласних комітетів КП(б) Узбекистану. Депутат Верховної ради Узбецької РСР 1-го скликання. Депутат Верховної ради СРСР 2-го скликання.

## Біографія
Народився в родині робітника. Трудову діяльність розпочав у 1915 році робітником Самаркандського виноробного заводу. Освіта середня.
Член РКП(б) з 1925 року.
У 1928—1930 роках — директор заводу тресту «Узбеквино» в місті Самарканді. У 1930 році — заступник директора, директор заводу тресту «Узбексільпром».
З 1930 до 1933 року — заступник директора копальні Шорсу Киргизької РСР; заступник директора копальні Ченгірташ Киргизької РСР.
До жовтня 1937 року — керуючий тресту «Узбеквино» Народного комісаріату харчової промисловості Узбецької РСР.
У 1937 — липні 1939 року — народний комісар харчової промисловості Узбецької РСР.
У липні 1939 — жовтні 1940 року — начальник Управління НКВС по Бухарській області Узбецької РСР.
У жовтні — листопаді 1940 року — народний комісар державного контролю Узбецької РСР.
У березні 1941 — 1943 року — 1-й секретар Організаційного бюро ЦК КП(б) Узбекистану по Наманганській області. У 1943—1945 роках — 1-й секретар Наманганського обласного комітету КП(б) Узбекистану.
У 1945—1948 роках — 1-й секретар Бухарського обласного комітету КП(б) Узбекистану.
У 1948—1954 роках — міністр харчової промисловості Узбецької РСР; уповноважений Міністерства харчової промисловості СРСР по Середній Азії; керуючий тресту «Середазмаслобуд».
У 1954—1970 роках — заступник голови, інспектор-консультант Ферганської міжколгоспної обласної ради із зрошення та освоєння земель Центральної Фергани.
З 1970 року — персональний пенсіонер союзного значення в Ташкенті.
Помер наприкінці липня 1975 року після важкої і тривалої хвороби в місті Ташкенті.

## Звання
- старший лейтенант державної безпеки (9.05.1940)

## Нагороди
- орден Леніна
- орден Вітчизняної війни ІІ ст. (1945)
- три ордени Трудового Червоного Прапора
- орден «Знак Пошани»
- медаль «За відвагу» (26.04.1940)
- медалі